# Sei Sanggul
Sei Sanggul is een bestuurslaag in het regentschap Labuhan Batu van de provincie Noord-Sumatra, Indonesië. Sei Sanggul telt 5255 inwoners (volkstelling 2010).